# Сражение Танкреда и Клоринды

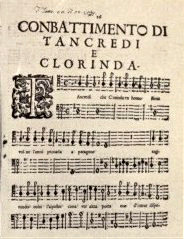
Теноровая партия (начало) из первого издания «Поединка» (1638)

«Сражение Танкреда и Клоринды» или «Поединок Танкреда и Клоринды», или «Битва Танкреда и Клоринды» (итал. Il combattimento di Tancredi e Clorinda; SV 153) — сценический мадригал Клаудио Монтеверди для 3 певцов-солистов с инструментальным сопровождением. Написан не позднее 1624 года, впервые издан в 1638 году. Жанровая принадлежность Combattimento до настоящего времени является предметом дискуссии (его называют драматическим диалогом, драматическим мадригалом, театрализованным мадригалом и т.д.). Сам Монтеверди обозначил Combattimento как произведение жанра, предназначенного для (театрализованного, сценического) представления, итал. genere rappresentativo. Примерная продолжительность мадригала — 20 минут.

## История создания
Произведение исполнено впервые в 1624 году в доме венецианского мецената Джироламо Мочениго во время карнавала. «Поединок Танкреда и Клоринды» вошёл в восьмую книгу мадригалов Монтеверди «Воинственные и любовные мадригалы» (итал. Madrigali guerrieri et amorosi, 1638).

## Сюжет
Драма основана на событиях, описанных в XII песне поэмы «Освобождённый Иерусалим» Торквато Тассо. Монтеверди сочинял музыку для оригинального текста Тассо, не подвергнув его обработке. Рассказчик, на которого при исполнении произведения приходится основная нагрузка, речитативом повествует о том, как рыцарь-христианин Танкред, влюблённый в мусульманку Клоринду, не зная, что она скрывается под рыцарскими доспехами, сражается с ней и убивает её. Перед смертью Клоринда просит Танкреда окрестить её, прощает ему и просит у него прощения.

## Музыкальные особенности
Предисловие композитора помещено в партии basso continuo (контрабасовая гамба и клавесин), в нём композитор вкратце рассказывает сюжет, объясняет принципы «взволнованного стиля» в целом и некоторые приёмы подачи материала в частности. 
Монтеверди предписывает музыкантам отложить смычки и перебирать струны двумя пальцами правой руки (первое в истории нотированное пиццикато). С помощью особых музыкальных приёмов изображаются бег коня, бой на мечах, всё нарастающее напряжение боя и его апогей. Для передачи «дикого гнева» композитор использует речитатив-accompagnato и приёмы «взволнованного стиля» (итал. stile concitato). Также в мадригале отмечено одно из первых применений струнного тремоло, которое оттеняет взволнованную речь. Это последнее нововведение было настолько революционным, что Монтеверди с большим трудом добился от музыкантов его правильного исполнения.

## Певцы
- Рассказчик (Testo), тенор
- Клоринда, сопрано
- Танкред, тенор

## Инструменты
- клавесин
- четыре виолы da braccio (сопрановая, альтовая, теноровая и басовая)
- контрабас (контрабасовая виола да гамба)[6]

Струнные были разделены Монтеверди на четыре партии вместо обычных пяти — инновация, которая была принята европейскими композиторами лишь в XVIII веке.